# 86Box
86Box ist ein Low-Level-x86-Emulator, der ältere Betriebssysteme und Software ausführt, die für IBM PCs und dazu kompatible Systeme von 1981 bis hin zu späteren Systemdesigns, die auf dem PCI-Bus basieren, entwickelt wurden. 86Box ist eine Abspaltung von PCem.

## Funktionen
Die Hauptaufgabe von 86Box besteht darin, verschiedene IBM-PC-kompatible Systeme bzw. Mainboards von 1981 bis 1999 zu emulieren, was nahezu alle IBM-PC-Modelle der 1980er Jahre (IBM PC, PC XT, PC/AT und PCjr) wie auch einige Modelle der Reihen IBM PS/1 (z. B. Modell 2121) und PS/2 (z. B. Modell 2011) einschließt, sowie zahlreiche „IBM-PC-Kompatible“ anderer Hersteller, darunter mit dem Compaq Portable und dem Tandy 1000 die ersten legalen IBM-PC-Nachbauten.
Als Prozessor verknüpft 86Box die je System verfügbaren x86-Prozessoren von AMD, Cyrix, IDT, Intel und NEC mit dem konkreten emulierten PC. So gibt es den IBM PC in den unterschiedlichen Konfigurationen sowohl mit Intel 8088 als auch mit NEC V20. Wie bei den echten Mainboards sind je Modell nur kompatible Prozessoren wählbar.
86Box kann verschiedene Grafikmodi emulieren, darunter Textmodus, Hercules, CGA (einschließlich einiger Composite-Modi und der 160 × 100 × 16 optimierten Modi), Tandy, EGA, VGA (einschließlich Modus X und anderer Anpassungen), VESA sowie verschiedene Video-APIs wie DirectX und 3Dfx's Glide. 86Box kann auch verschiedene Grafikkarten emulieren, wie die ATI Mach64 GX und die S3 Trio32/64/Virge-Serie. Voodoo-Karten werden ebenfalls emuliert und es wurden Unterstützung für Voodoo 1/2/3 und verschiedene Optimierungen hinzugefügt. Ein separater Recompiler wurde für die Voodoo-Emulation hinzugefügt, um die Emulation der Voodoo-Grafikkarte schneller zu machen.
86Box emuliert auch einige Soundkarten, wie die AdLib, Sound Blaster (einschließlich des Game Blaster), Sound Blaster Pro, Sound Blaster 16, Sound Blaster AWE32, Gravis UltraSound, Innovation SSI-2001, Aztech Sound Galaxy Pro 16, Windows Sound System, Ensoniq AudioPCI 64V/ES1371 und Sound Blaster PCI 128.

### Unterstützung für Gast-Betriebssysteme
Ähnlich wie Virtual PC, Bochs und QEMU erlaubt auch 86Box die Emulation von nahezu allen Windows- und OS/2-Versionen, die auf der emulierten Hardware lauffähig sind; Zur Emulation von PCs der 1980er und 1990er Jahre ist allen voran MS-DOS (bzw. PC DOS) und CP/M-86 erwähnenswert, mit dem FreeDOS-Projekt steht zudem auch ein aktuelles freies PC-kompatibles DOS zur Verfügung. Auch PC-Unix kann in 86Box genutzt werden, etwa Linux oder diverse BSD-Derivate (386BSD, FreeBSD u.d.gl.), sowie BeOS 5, das auf SiS-497-Systemen funktioniert.

### Unterstützung für Host-Betriebssysteme
Ursprünglich exklusiv für Windows entwickelt, wurde es in Version 3.2 auf Linux portiert und in Version 3.4 auf macOS.

### Manager
Zur einfacheren Verwaltung mehrerer virtueller Maschinen gleichzeitig und zur Änderung ihrer Parameter wird empfohlen, 86Box mit einer GUI-Manager-Anwendung zu verwenden. Einige davon sind 86Box Manager, 86Box Manager Lite und WinBox für 86Box, alle als Freeware erhältlich.

## Community
Über die Plattform Github kann jeder an diesem Projekt mitarbeiten. Auch gibt es eine aktive Community zu diesem Projekt die regelmäßig die Software Aktualisiert.
Es gibt einen IRC-Kanal und einen Discord-Server, auf denen Diskussionen zu allem, was mit Retro-Computing und natürlich auch mit 86Box zu tun hat, stattfinden.
Zusätzlich gibt es einen YouTube-Kanal, mit Inhalte wie Installationsvideos, ebenso weitere soziale Netzwerke.